# Germinale (romanzo)
Germinale (titolo originale Germinal) è un romanzo dello scrittore francese Émile Zola. La vicenda è ambientata in Francia all'epoca della seconda rivoluzione industriale.
Il libro è il tredicesimo del Ciclo de "I Rougon-Macquart" (1871-1893) ed è uno dei più celebri. Fu pubblicato come "feuilleton" nel quotidiano Gil Blas tra il novembre 1884 e il febbraio 1885, e poi in volume come romanzo nel marzo dello stesso anno. La trama si svolge nella zona mineraria del nord della Francia e descrive la dura vita dei minatori della seconda rivoluzione industriale, oltre che l'organizzazione politica e sindacale della classe operaia.
Come una premonizione, il romanzo ha preceduto di vent'anni la catastrofe mineraria di Courrières, dove persero la vita 1099 minatori.
Nel 1884, per scrivere il romanzo, Zola ha visitato la miniera della compagnia mineraria di Anzin, la più importante dell'epoca. Per il personaggio di Lantier potrebbe essersi ispirato al sindacalista Émile Basly.

## Trama
Figlio di Gervaise Macquart e del suo amante Lantier, il giovane Étienne Lantier è stato allontanato dal lavoro per aver schiaffeggiato il suo capo. Disoccupato e in piena crisi industriale, decide di partire per il Nord alla ricerca di un nuovo impiego. Viene assunto alle miniere di Montsou, dove scopre le spaventose condizioni di lavoro dei minatori.
Étienne conosce una famiglia di minatori, i Maheu, e si innamora della giovane Catherine; su quest'ultima ha già messo gli occhi un rude operaio, Chaval, e sebbene la ragazza sembri interessata a Étienne, mantiene nei suoi confronti uno strano comportamento. Chaval, geloso di Étienne e temendo che la ragazza preferisca a lui il nuovo arrivato, abusa di lei, e la convince ad andare a vivere con lui.
Étienne riesce ad integrarsi rapidamente nel popolo dei minatori, ed è sconvolto dalle condizioni di vita e dall'ingiustizia che regna in quel luogo. Comincia assai rapidamente a diffondere idee rivoluzionarie. Quando la compagnia mineraria, a causa della crisi economica, decreta una riduzione dei salari, Étienne spinge i minatori a scioperare; riesce a vincere la diffidenza e la rassegnazione e condivide con loro il suo sogno di una società più giusta.
Quando scatta lo sciopero, la compagnia mineraria assume una posizione molto rigida e rifiuta ogni trattativa. Affamati da settimane di lotta, i minatori decidono di intensificarla: rompono i macchinari e le installazioni minerarie, e aggrediscono alcuni esponenti della borghesia. L'esercito sopraggiunge per ristabilire l'ordine, ma lo sciopero continua. Molti minatori sfidano i soldati, che iniziano a sparare sui manifestanti: Maheu, l'operaio presso il quale Lantier abitava, viene ucciso.
Lo sciopero è un fallimento, e i minatori si rassegnano a riprendere il lavoro. Souvarine, un operaio anarchico, sabota la miniera. Nell'incidente muoiono molti minatori, mentre Étienne, Catherine e Chaval rimangono bloccati nelle gallerie. Chaval provoca Étienne, e quest'ultimo lo uccide e può finalmente diventare il compagno di Catherine, ma Catherine muore poco dopo aver trovato l'amore. Étienne esce vivo dall'inferno della miniera, e decide di lasciare Montsou e andare a Parigi.
Anche se la rivolta è fallita, Étienne continua a credere nella causa della lotta degli operai contro le disuguaglianze, ed è persuaso che un giorno riusciranno ad eliminare l'ingiustizia.

### Spiegazione del titolo

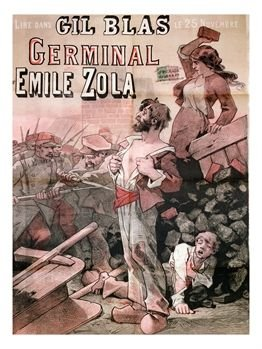
Pubblicità per la pubblicazione a puntate di "Germinal" nella rivista "Gil Blas" (25 novembre 1884).

Germinale è un mese del calendario rivoluzionario, corrispondente all'inizio della primavera.
L'inizio della primavera è nell'immaginario un'epoca di rinascita, di fioritura, di germogli e di nuove foglie. Si può dunque leggere l'intenzione di Zola di raccontare nel romanzo la primavera dell'uguaglianza operaia, i germogli della rivoluzione. A supporto di questa idea, nell'epilogo del romanzo, Zola accosta i minatori ai vegetali che escono dalla terra e germogliano: la fioritura delle piante diventa allora la metafora della rivolta operaia.

#### Personaggi
Étienne Lantier: voce del popolo, giovane di poco più di vent’anni, macchinista disoccupato. Dopo essere stato assunto nella miniera di Montsou vede la condizione disastrosa degli operai. Inizia a diffondere idee rivoluzionarie ottenendo il sostegno e la fiducia dei suoi compagni con l’obiettivo comune di una società che rivendichi i loro diritti.
Toussaint Maheu: figlio di Bonnemort, marito di Maheude e padre di Zacharie, Catherine, Jeanlin, Alzire, Lenore, Henri e Estelle. È l’operaio più apprezzato e rispettato a Montsou per il suo buon senso tanto da essere scelto per presentare alla direzione le lamentele relative alle condizioni di vita disastrose della loro classe sociale. Muore colpito dritto al cuore da una pallottola durante la rivolta.
La Maheude: moglie di Maheu, ha circa quarant’anni anche se sembra essere più vecchia. È una donna ragionevole, dal carattere forte che sostiene le teorie del giovane Etienne. Dopo aver avuto sette figli, abbandona il lavoro in miniera per occuparsi della famiglia, ma dopo la morte prematura di Alzire, di Maheu durante la rivolta, di Catherine e Zacharie, dovrà riprendere il lavoro in miniera per sfamare la famiglia insieme a Jeanlin figlio ormai zoppo a causa di un incidente.
Zacharie: giovane di ventun anni, di corporatura magra. Operaio. È il primo figlio della famiglia Maheu. Si sposa con Philoméne Levaque. Muore eroicamente nell'esplosione con l’intento di salvare Catherine e Etienne.
Catherine: giovane di quindici anni appena compiuti. È la seconda figlia dei Maheu. Lavora sin da molto piccola alla miniera. Inizialmente viene scambiata per un ragazzo da Etienne, poi quest’ultimo si innamora di lei. Questo loro amore si realizzerà soltanto alla fine del romanzo quando lei poco prima di morire si concederà al giovane.
Jeaulin: giovane di undici anni. Operaio. Terzo figlio della famiglia Maheu. Diventa zoppo a causa di un incidente in miniera. La sua innocenza giovanile verrà meno nel momento in cui sarà responsabile della morte del soldato Jules. In seguito alla fine della rivolta tornerà a lavorare con la madre in miniera per sostenere le condizioni precarie della famiglia a seguito della perdita di suo padre e dei suoi fratelli.
Alzire: bambina di nove anni. Quarta figlia della famiglia Maheu. Gobba, di corporatura esile e fragile. Aiuterà la madre nelle faccende di casa e nella cura dei fratelli più piccoli. Morirà precocemente di fame.
Lenore: bambina di sei anni. Quinta figlia della famiglia Maheu.
Henri: bambino di quattro anni. Sesto figlio della famiglia Maheu
Estelle: bambina ancora lattante. È l’ultima figlia della famiglia Maheu.
Bonnemort: padre di Maheu. Vecchio, malato di attacchi di tosse ripetuti che lo portano a sputare continuamente una sostanza nera che lui sostiene sia carbone. Impazzisce e uccide Cécile Grégoire.
Chaval: operaio alto, magro, sui vent’anni. Rivale in amore di Etienne, sarà il principale ostacolo che impedirà ai due giovani innamorati di stare insieme. Rimane bloccato nella miniera con Catherine e Etienne e muore colpito da quest’ultimo a causa di un litigio.
Rasseneur: ex minatore licenziato a causa di uno sciopero tre anni prima l’arrivo di Etienne a Montsou. Proprietario della taverna l’Avantage. Era sempre a capo delle proteste e inizialmente sostiene la linea rivoluzionaria del giovane. Successivamente sposta le sue idee rivoluzionarie su una linea più moderata.
Souvarine: anarchico russo. Era in disaccordo sia con la linea rivoluzionaria di Etienne che con quella di Rasseneur. È responsabile del sabotaggio della miniera che provoca la morte di moltissimi operai.
I Levaque: vicini della famiglia Maheu composta da Jerome Levaque, sua moglie Agelique La Levaque, sua figlia, e moglie di Zacharie, Philoméne Levaque e suo figlio Hebert Levaque.
La Mouquette: giovane operaia di 18 anni. Ragazza da aspetto grosso e a volte volgare. Si innamora di Etienne perché l’unico che la rispetta e per un periodo sono amanti. Morirà a causa dei proiettili di alcuni soldati durante la lotta.
I Grégoires: famiglia ricca, borghese e proprietaria della miniera. Composta da Leon Grégoire, la moglie Amelie Grégoire e la figlia Cécile che muore strangolata da Bonnemort.
Gli Hennebeau: famiglia borghese che dirige la miniera di Montsou. Composta da Philippe Hennebeau, direttore generale della miniera, e sua moglie Blanche Hennebeau.
Paul Negrel: giovane ingegnere, amante di Blanche Hennebeau e fidanzato di Cécile Grégoire.

## Adattamenti

### A teatro
Già nel 1885, Zola e William Busnach mettono insieme la sceneggiatura di un dramma in cinque atti con lo stesso titolo del romanzo. Si scontrano con la censura, e bisogna aspettare il 1888 perché l'opera sia messa in atto. Fu comunque un fallimento. Busnach lavorò sulla sceneggiatura, e successivamente lo spettacolo ebbe un grande successo, inizialmente nella periferia parigina, ma in seguito anche in città e pure in Belgio. 
Esiste anche un riadattamento più recente, ad opera di Yaak Karsunke e Rainer Werner Fassbinder nel 1974.

### Al cinema
Nel 1903 Germinal ispira il regista Ferdinand Zecca, già autore di La Grève. Due anni dopo, nel 1905, Lucien Nonguet realizza Au pays noir, seguito nel 1912 da Victorin Jasset con Au pays des ténèbres, entrambi ispirati al libro di Zola. Più recentemente:
- La furia degli uomini (Germinal), regia di Yves Allégret (1963), con Jean Sorel, Berthe Granval, Claude Brasseur e Bernard Blier.
- Germinal, di Claude Berri del 1993, con Renaud, Miou-Miou, Gérard Depardieu, Judith Henry e Jean Carmet (distribuito in DVD nel 2003).

### Alla televisione
Nel 2022 viene trasmesso in prima visione su Rai 3 Germinal, sceneggiato in tre puntate diretto da David Hourregue e realizzato da una coproduzione italo-francese.

## Edizioni italiane
- trad. di Luigi Mercatelli, Stabilimento Tipografico della Tribuna, Roma 1885
- trad. di Luigi Mercatelli, Edoardo Perino, Roma 1886; Fratelli Treves, Milano 1893; Garzanti, Milano 1948
- trad. anonima, Salani, Firenze 1899
- trad. di Guido Rubetti, Società Editoriale Milanese, Milano 1904
- trad. di Edmondo Corradi, Voghera, Roma 1910
- trad. di Camillo Sbarbaro, Giulio Einaudi Editore, Torino 1951 ISBN 8806135309; Editori Riuniti, Roma 1958; Oscar Mondadori (L 22 o n. 1028), Milano 1970 (con introduzione di Franco Fortini); Einaudi 1994 (con saggio di Francesco de Sanctis)
- trad. di Luigi Galeazzo Tenconi, Collana BUR, Rizzoli, Milano 1957-2017; Collana Classici del Romanzo Storico, Fabbri, 2001.
- trad. di Maria Pia Vigoriti, introduzione di Ottavio Cecchi, Casini, Roma 1967-1991; Newton Compton, Roma 1994-2015; Rusconi, Santarcangelo di Romagna 2014
- trad. di Elisabetta Minervini, Frassinelli, Milano 1996 ISBN 8876843817; con un saggio di Henry James, Oscar Mondadori, Milano 2010 ISBN 978-88-045-9945-6
- trad. di Ida Porfido, introduzione di Annamaria Laserra, Biblioteca de "la Repubblica", Roma 2004; L'Espresso, Roma 2013.
- trad. di Stefano Valenti, Universale Economica. I Classici, Feltrinelli, Roma, 2013, ISBN 978-88-079-0010-5.
- trad. di Giovanni Bogliolo, in Romanzi. Vol.III, Collana I Meridiani, Mondadori, Milano, 2015, ISBN 978-88-046-5745-3.